# 薄葉柃木羽爪節蜱
薄葉柃木羽爪節蜱（学名：Diptilomiopus leptophyllus）为双羽爪節蜱科羽爪節蜱屬下的一个种。